# Carnivores 2
Carnivores 2 è un videogioco sulla caccia di genere sparatutto in prima persona prodotto dalla Action Forms e distribuito dalla WizardWorks Software nel 1999. È il sequel di Carnivores ed è il secondo videogioco della serie.

## Dinosauri
- Parasaurolophus
- Ankylosaurus (nuovo in C2)
- Stegosaurus
- Allosaurus
- Chasmosaurus (nuovo in C2)
- Velociraptor
- Spinosaurus (nuovo in C2)
- Ceratosaurus (nuovo in C2)
- Tyrannosaurus rex